# کریستین ایوو
کریستین ایوو (Cristina Iovu زاده ۸ نوامبر ۱۹۹۲) وزنه بردار اهل مولداوی است.